# Перун (компания)
Акционерное общество «Перун» — существовавшая в дореволюционной России  компания. Полное наименование — Акционерное общество для выделки карбид-кальция, растворенного ацетилена и для газовой обработки металлов «Перун». Штаб-квартира компании располагалась в Санкт-Петербурге.

## История

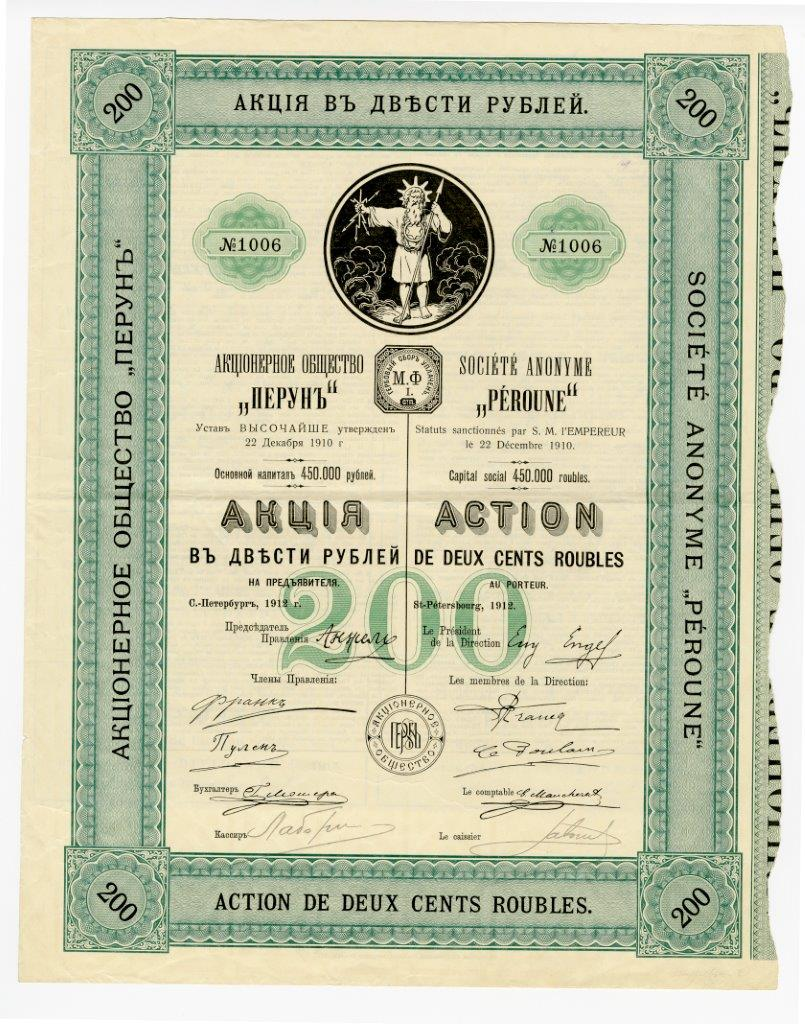
Акция в 200 руб. на предъявителя акционерного общества «Перун». Санкт-Петербург, 1912 г.

Компания, как говорилось на языке той эпохи, «открыла свои действия» в 1911 г. Основной капитал Общества, согласно Высочайше утвержденному 22 декабря 1910 г. Уставу изначально определенный в 450 тыс. руб, Разрешением Министерства Торговли и Промышленности империи от 3 сентября 1913 г. был увеличен до 900 тыс. руб. С этой целью было дополнительно выпущено 4500 акций по 100 нарицательных рублей каждая.
Кроме котельно-механического завода на Большом Грязном острове в Петербурге акционерное общество «Перун» располагало Ацетилено-наполнительными станциями и кислородными заводами в Москве, Риге, Екатеринославе, Варшаве, Николаеве, а также в слободе Макеевская Макеевской волости Таганрогского округа Области Войска Донского. По некоторым данным, обществу «Перун», единственному на тот момент в России, принадлежало исключительное право на производство по французским технологиям растворенного ацетилена, использовавшегося главным образом в газовых резаках (автогенах), а также  для разного рода наружного и внутреннего освещения.